# Perryman
Perryman és una concentració de població designada pel cens dels Estats Units a l'estat de Maryland. Segons el cens del 2000 tenia 2.461 habitants.

## Demografia
Segons el cens del 2000, Perryman tenia 2.461 habitants, 960 habitatges, i 696 famílies. La densitat de població era de 173,7 habitants per km².
Dels 960 habitatges en un 37,5% hi vivien nens de menys de 18 anys, en un 47% hi vivien parelles casades, en un 21,5% dones solteres, i en un 27,5% no eren unitats familiars. En el 21,9% dels habitatges hi vivien persones soles el 6,1% de les quals corresponia a persones de 65 anys o més que vivien soles. El nombre mitjà de persones vivint en cada habitatge era de 2,55 i el nombre mitjà de persones que vivien en cada família era de 2,94.
Per edats la població es repartia de la següent manera: un 28,7% tenia menys de 18 anys, un 7,5% entre 18 i 24, un 29,7% entre 25 i 44, un 23% de 45 a 60 i un 11,1% 65 anys o més.
L'edat mediana era de 36 anys. Per cada 100 dones de 18 o més anys hi havia 83,3 homes.
La renda mediana per habitatge era de 33.972 $ i la renda mediana per família de 40.938 $. Els homes tenien una renda mediana de 35.979 $ mentre que les dones 24.944 $. La renda per capita de la població era de 17.236 $. Entorn del 17,5% de les famílies i el 17,4% de la població estaven per davall del llindar de pobresa.

## Poblacions més properes
El següent diagrama mostra les poblacions més properes.